# Andràgatos
Andràgatos (en llatí Andragathus, en grec antic Ἀνδράγαθος) fou un militar macedoni, al que Demetri Poliorcetes va encarregar el govern d'Amfípolis mentre ell anava a lluitar contra Pirros. Andràgatos traïdorament va entregar la ciutat a Lisímac de Tràcia l'any 287 aC, potser després de ser subornat, segons diu Poliè.